# Dendropsophus sarayacuensis
Dendropsophus sarayacuensis és una espècie de granota que viu a Bolívia, el Brasil, Colòmbia, l'Equador, el Perú i Veneçuela.